# Physalis michoacanensis
Physalis michoacanensis är en potatisväxtart som beskrevs av Umaldy Theodore Waterfall. Physalis michoacanensis ingår i släktet lyktörter, och familjen potatisväxter. Inga underarter finns listade i Catalogue of Life.